# Casa-fàbrica Balius
La casa-fàbrica Balius és un edifici situat als carrers de l'Aurora i de la Riereta del Raval de Barcelona. Juntament amb la veïna casa-fàbrica Terrés, constituïa un conjunt d'estil neoclassicista amb una clara influència de l’École polytechnique francesa, compost en tres parts simètriques, amb una casa a cada un dels extrems, generalment destinades a habitatges o oficines, i les «quadres» situades al centre. Tot i això, no està catalogada i, per tant, li correspon la categoria D (bé d'interès documental) atorgada per defecte a tots els edificis del districte de Ciutat Vella.

## Història

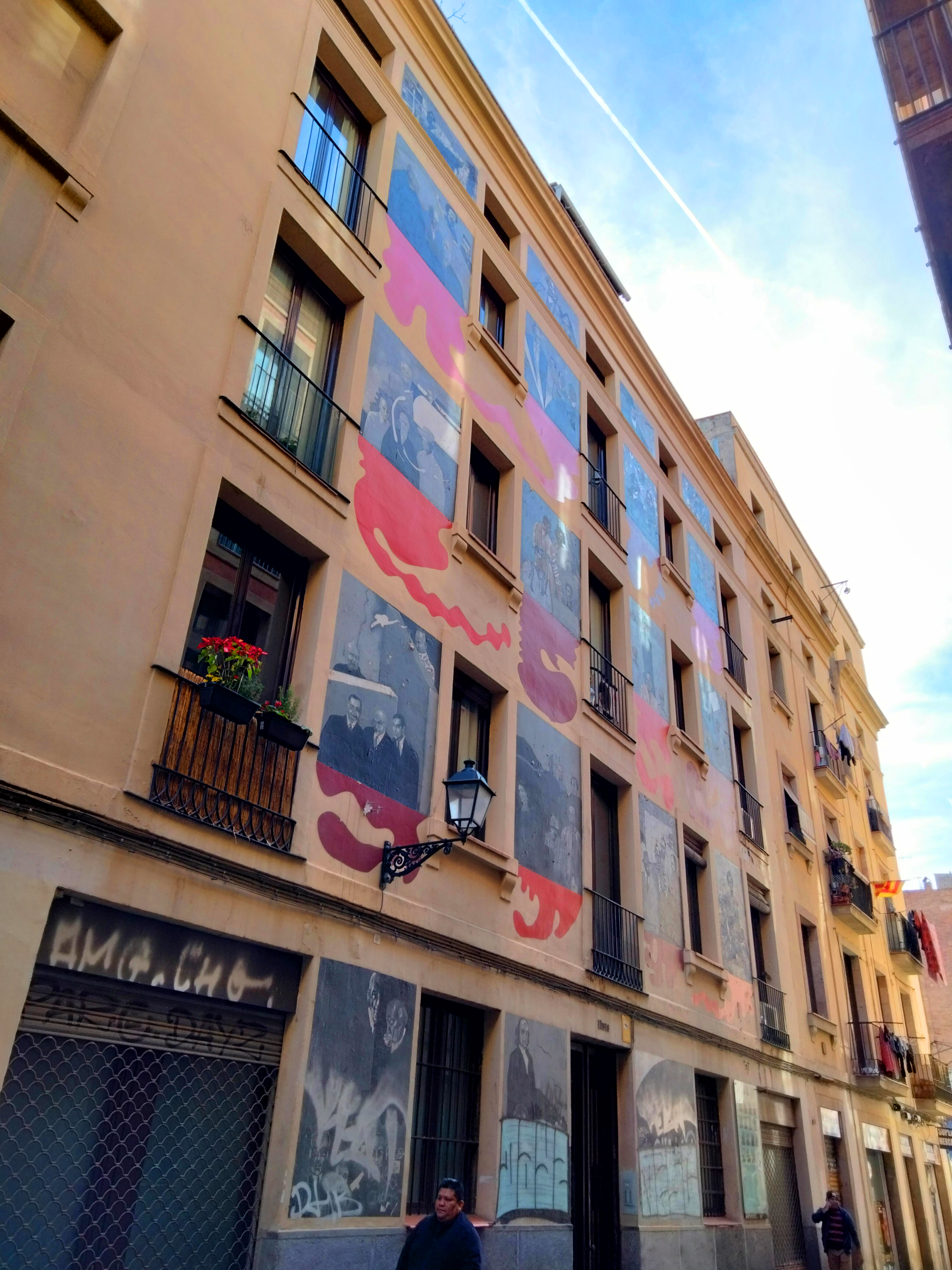
Façana del carrer de l'Aurora amb el Mural de la Fotografia

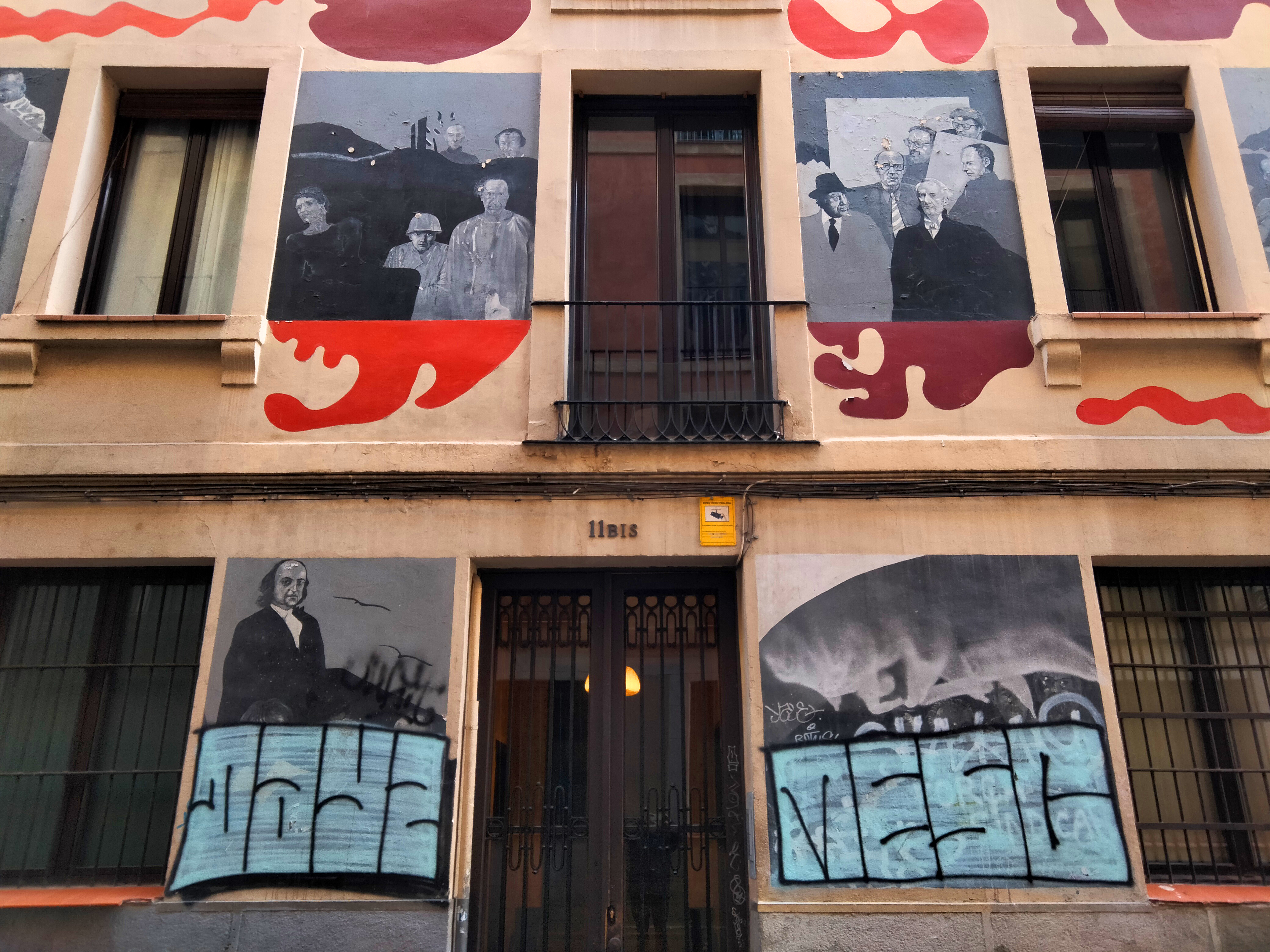
Detall del Mural de la Fotografia, vandalitzat amb grafits

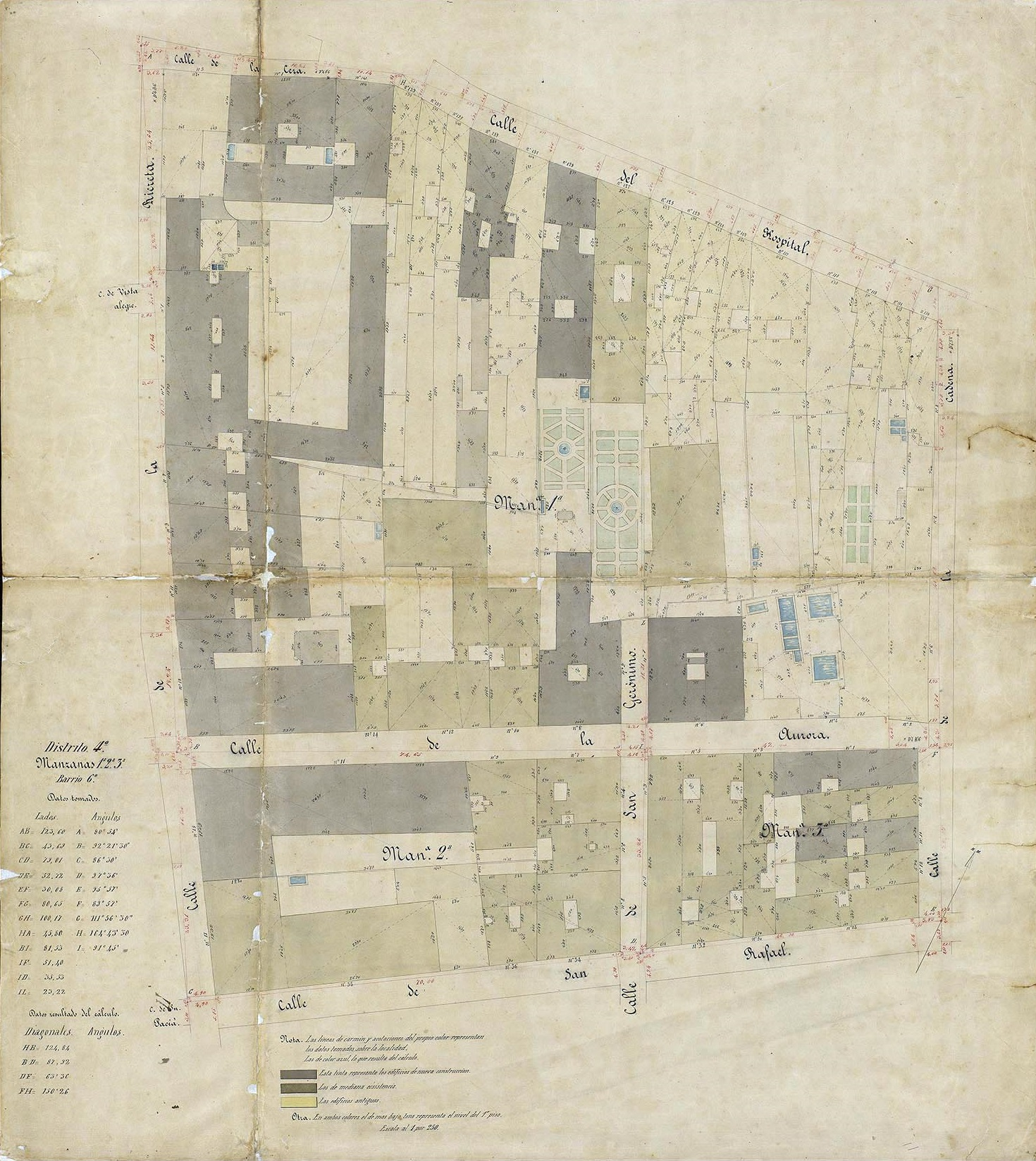
Quarteró núm. 98 de Garriga i Roca (c. 1860)

Andreu Balius i Ferrer era un comerciant matriculat establert al carrer d'en Tantarantana, on tenia un dipòsit de teles de cotó en cru (empeses). Pel seu matrimoni amb Teresa Bonaplata i Valentí (†1879) era gendre del fabricant d'indianes Salvador Bonaplata i Corriol. L'octubre del 1839, els cònjuges Josep Suñol i Teresa Capdevila li van establir en emfiteusi un terreny del seu hort als carrers de l'Aurora i de la Riereta, i el desembre del mateix any va demanar permís per a construir-hi una casa-fàbrica de planta baixa i dos pisos, segons el projecte del mestre d'obres Antoni Jambrú i Riera. L'abril del 1840, va demanar permís per a aixecar un tercer pis sobre els edificis en construcció, novament segons el projecte de Jambrú, i el 1841 hi va fer instal·lar una màquina de vapor de 16 CV a la seva filatura de goma elàstica. El 1846 va obtenir un privilegi reial per a fabricar un substitut del cuir per a cardes, corretges mecàniques, tubs per a bombes d'incendi i conducció d'aigua, en goma elàstica amb teles de cotó, lli, llana o seda.
El 1853, la recentment constituïda societat anònima L'Aprestadora Espanyola va comprar la fàbrica, aleshores arrendada a Agustí Feliu i Miralles, per 207.500 pessetes: «Aprestadora Española, la. c. Riereta 15. En este establecimiento se blanquean, tiñen, estampan y aprestan toda clase de hilados y tejidos de seda, lana, hilo y algodon.»
El 1860, la societat va vendre la propietat al fabricant Francesc Vilumara i Saus per 20.500 duros, a pagar en quatre anys. Tot seguit, aquest va demanar permís per a remuntar un quart pis al núm. 11 del carrer de l'Aurora, segons el projecte de l'arquitecte Josep Simó i Fontcuberta. El 1863, en aquesta adreça hi figuraven les fàbriques de teixits de Joan Casaramona i Vicenç Oliu, mentre que al núm. 15 del carrer de la Riereta hi havia la de merins de llana i cobrellits del mateix Casaramona i la de cardes cilíndriques de Pau Llauradó i Germà. El 1874, Francesc Vilumara va dividir la propietat en tres finques, que va vendre respectivament als germans Ramon (Riereta, 15), Rosa (Aurora, 11 bis), i Beatriu Rius i Lladó (Aurora, 11), fills del fabricant de paper de fumar Pere Rius i Vila, que va pagar per les seves filles, incloent-hi els seus dots.
A finals de segle, la fàbrica va ser novament compartimentada i llogada a diferents industrials. Així, el 1896, la fàbrica de pianos Charnier, Prats i Cia va demanar permís per a la instal·lació d’un motor a gas de 2 CV, sota la direcció de l’enginyer Pere Pins i Mata. El 1899, s'hi instal·là la fàbrica de pastes de sopa d'Aliart i Casas, que demanà el trasllat dels motors elèctrics de 2 CV, sota la direcció de l’engiyer Agustí Vals i Berges. Aquell mateix any, s'hi instal·là la farga de Cristòfol Trenchs amb un motor a gas de 2 CV, segons el projecte de l’enginyer Gaspar Forcades.
El 1978, la finca del carrer de l'Aurora, 11 bis va ser ocupada pel Centre Internacional de Fotografia de Barcelona, que renovà les instal·lacions i les adequà a les funcions docents. La façana va ser decorada amb pintures d'Eduard Arranz Bravo i Rafael Bartolozzi, que constitueixen un suggerent conjunt d'imatges en blanc i negre relatives a la història de la fotografia.